# Picotin (mesure)
Pour les articles homonymes, voir Picotin.

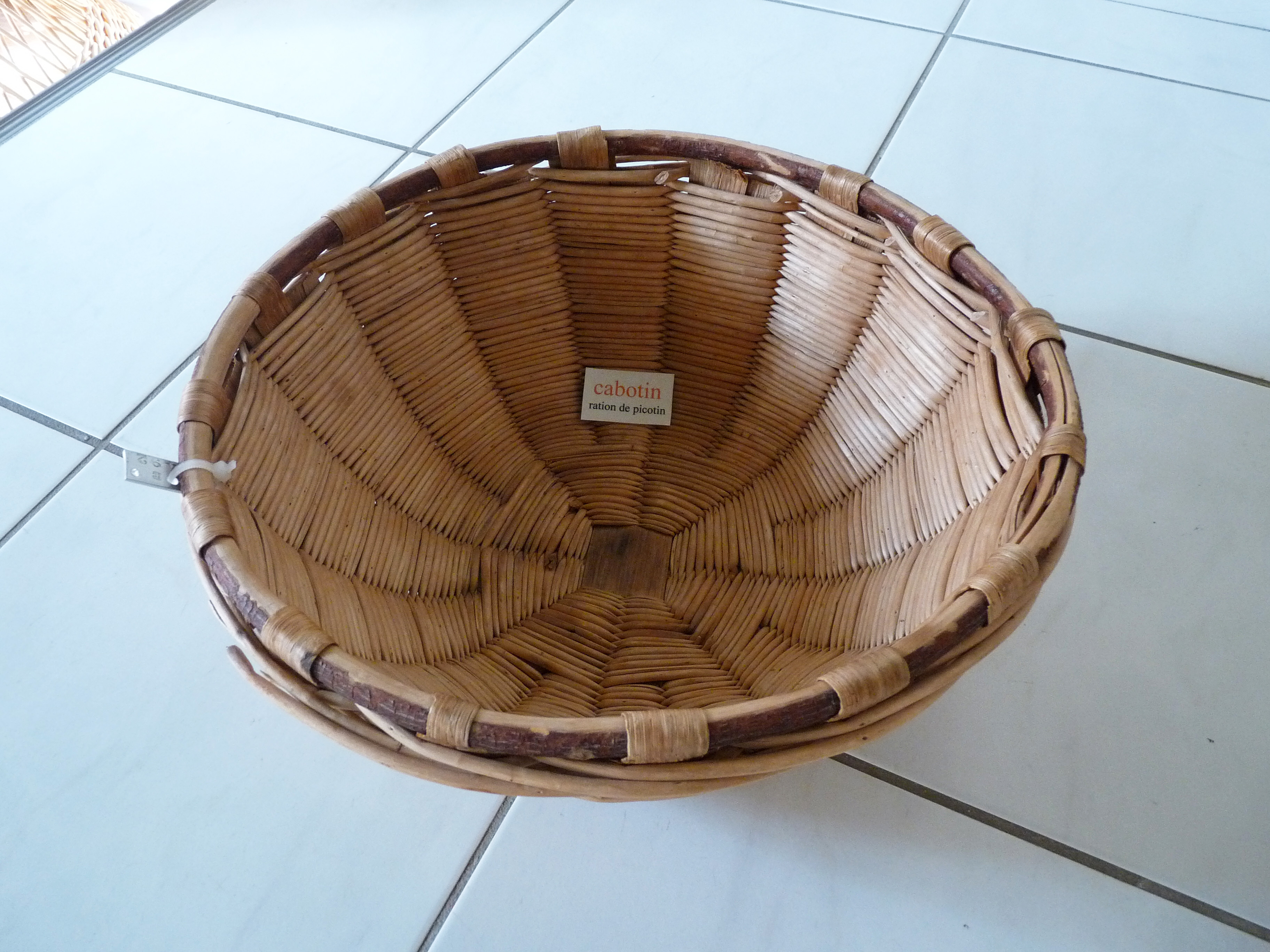
Cabotin correspondant à une ration d’avoine pour un cheval : un picotin

Un picotin est une ancienne unité de mesure pour les grains, à volume variable selon les régions voire d'une ville à l'autre.

## Mesure

### Mesure de grain
C’était le plus couramment une ration d'avoine donnée à un cheval et par extension de l’avoine.
Il était une « sorte de petite mesure à avoine qui contient quatre litrons, c'est-à-dire le quart d'un boisseau de Paris. Le picotin dont se servent les bourgeois pour la distribution de l'avoine à leurs chevaux est ordinairement d'osier ; mais celui dont se servent les regrattiers & maîtres grainiers doit être de bois. ».
La mesure n'est cependant pas si simple : elle change selon les régions, allant de 1,479 L à Barcelone ou 1,998 L à Lyon, jusqu'à 3,252 L à Paris.
Cette mesure a également été utilisée pour d’autres types de grains comme le maïs.

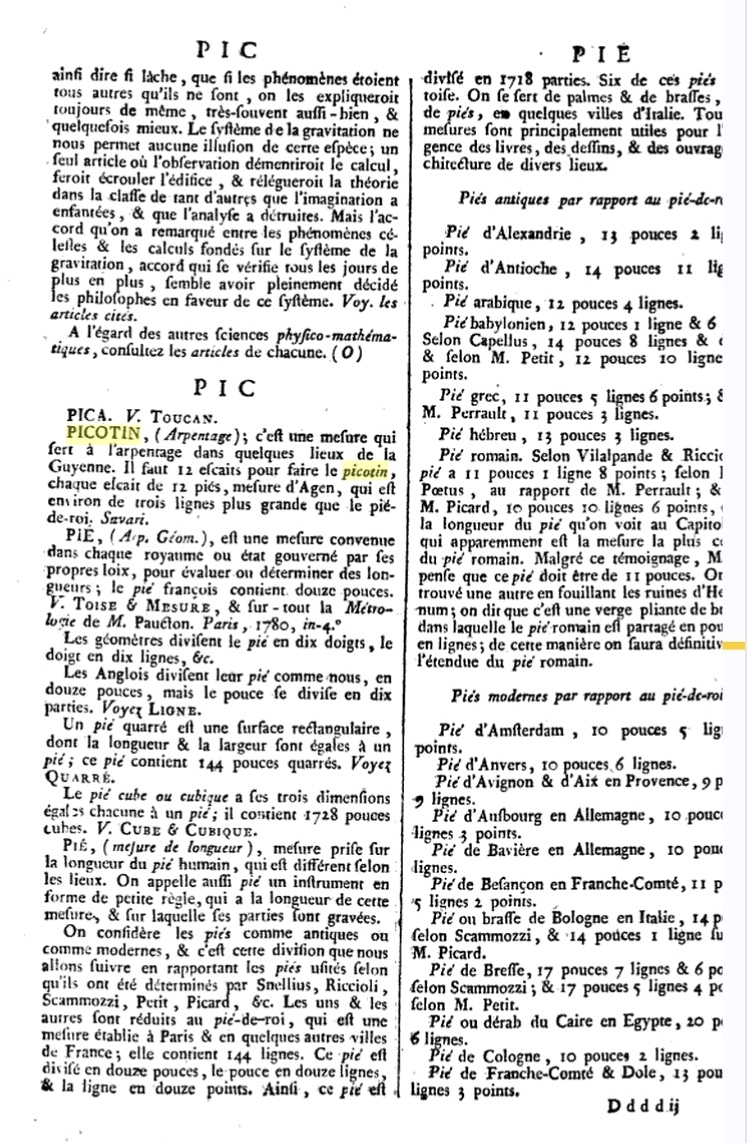
Encyclopédie méthodique (« Encyclopédie Panckoucke »), série Mathématiques, t. 2, 1785, p. 579 : définition de « Picotin » par Savari.

### Mesure d'arpentage
Le picotin est aussi une mesure qui sert à l'arpentage, « dans quelques lieux de la Guyenne » selon l'Encyclopédie méthodique, mais aussi en Languedoc selon le Dictionnaire universel.
L'Encyclopédie méthodique donne « 12 escaits pour faire le picotin, chaque escait de 12 pics, mesure d’Agen, qui est environ trois lignes plus grande que le pié-de-roi. [définition par] Savari ». 

Le Dictionnaire universel, moins centralisé sur Paris, rend mieux compte des différences régionales en donnant la valeur du picotin agraire pour plusieurs lieux :
- Agen (Lot-et-Garonne) : le picotin, 64e de la carterée, = 6 3/4 lattes carrées = 972 pieds carrés. 1 079 pieds carrés de Paris ; 113,903 2 m2.
- Aiguillon et Coleignes (Lot-et-Garonne) : le picotin, 36e de la carterée, = 12 escats, = 1728 pieds carrés d'Agen. 1 919,01 pieds carrés de Paris ; 202,494 6 m2.
- Beaucaire (Gard) : le picotin, 10e de l'émine, = 1255 1/3 -ou 1/5 ? illisible) pans carrés. 719,86 pieds carrés de Paris ; 75,959 7 m2[4].

### Abandon de ces mesures
L’ensemble de ces systèmes de mesure a disparu avec l’apparition du système métrique sous Napoléon Ier.

## Culture
Aujourd’hui le mot picotin est fortement lié à l’univers des chevaux.